# Kröppelshagen-Fahrendorf
Kröppelshagen-Fahrendorf est une commune allemande du Schleswig-Holstein, située dans le sud-ouest de l'arrondissement du duché de Lauenbourg (Kreis Herzogtum Lauenburg), à quelques kilomètres au nord-ouest de la ville de Geesthacht, près de Hambourg. Kröppelshagen-Fahrendorf est l'une des dix communes de l'Amt Hohe Elbgeest (« Haut Geest de l'Elbe ») dont le siège est à Dassendorf.